# ニコラス・ローレス (初代クロンカリー男爵)
初代クロンカリー男爵ニコラス・ローレス（英語: Nicholas Lawless, 1st Baron Cloncurry、1733年12月3日 – 1799年8月28日）は、アイルランド王国の政治家、貴族。

## 生涯
ロバート・ローレス（Robert Lawless、1779年3月16日没）とメアリー・ハッドソア（Mary Hadsor、ドミニク・ハッドソアの娘）の息子として、1733年12月3日に生まれた。カトリックとして育てられ、ダブリンでウール生産に従事したが、後にアイルランド国教会を遵奉した。
1761年10月13日、ダブリンでマーガレット・ブラウン（Margaret Browne、1748年8月24日 – 1795年2月10日、ヴァレンタイン・ブラウンの娘）と結婚、1男3女をもうけた。
- メアリー・キャサリン（1831年10月18日没） - 1803年6月20日、トマス・ウェーリー（Thomas Whaley、1806年11月2日没）と結婚
- ヴァレンティナ・アリシア（Valentina Alicia、1844年2月4日没） - 1801年6月4日、フランシス・ナサニエル・バートン（英語版）（1766年 – 1832年）と結婚、子供あり
- シャーロット・ルイーザ（1769年1月21日 – 1818年6月10日） - 1803年6月20日、第14代ダンセイニ男爵エドワード・プランケットと結婚、子供あり
- ヴァレンタイン・ブラウン（英語版）（1773年 – 1853年） - 第2代クロンカリー男爵

1776年8月6日、準男爵に叙された。同年にリフォード選挙区でアイルランド庶民院議員に当選、1789年まで務めた。1789年9月29日、アイルランド貴族であるキルデア県におけるクロンカリーのクロンカリー男爵に叙され、1790年1月21日にアイルランド貴族院議員に就任した。
1799年8月28日にダブリン近郊で死去、息子ヴァレンタイン・ブラウンが爵位を継承した。